# 韩光核电站
韩光核电站（：／），又譯韩比特核电站，是位于大韩民国全羅南道靈光郡的核电站，世界第四大核电站。原名靈光核電站，2013年改名韩光核电站。

## 介绍
韩光核电站位于大韩民国全罗南道灵光郡，距首爾西南约330公里，共设有6台压水反应堆机组，运行装机容量为5899MW，由韩国水电与核电公司运营。
2013年，当地居民以该核电站名包含当地地名，担心影响销路故联署请愿书要求改名。韩国水电与核电公司为了尊重居民将该核电站更名为韩光核电站。

## 核电机组
| 机组        | 反应堆型号 | 功率（MW） | 开工建设       | 竣工时间 | 商业运营       | 注     |
| ----------- | ---------- | ---------- | -------------- | -------- | -------------- | ------ |
| 韩光1号机组 | WH-F       | 959        | 1981年6月4日   |          | 1986年8月25日  | [ 5 ]  |
| 韩光2号机组 | WH-F       | 958        | 1981年12月10日 |          | 1987年6月10日  | [ 6 ]  |
| 韩光3号机组 | OPR-1000   | 998        | 1989年12月23日 | 1995年   | 1995年3月31日  | [ 8 ]  |
| 韩光4号机组 | OPR-1000   | 997        | 1990年5月26日  |          | 1996年1月1日   | [ 9 ]  |
| 韩光5号机组 | OPR-1000   | 993        | 1997年6月29日  |          | 2002年5月21日  | [ 10 ] |
| 韩光6号机组 | OPR-1000   | 993        | 1997年11月20日 |          | 2002年12月24日 | [ 11 ] |

## 安全事故
2003年12月，靈光核电站5号机组发生泄漏，韩国有关部门决定暂时停止5号机组运转。
2011年2月，靈光核电站5号机组因冷却电机故障而断电3天，直接损失约25亿韩元。
2019年5月10日，韩光核电站1号机组在控制棒试验中发生了热输出超过限值并急速上升的安全事故，运营人员在其运转了12个小时后才停机。原子力安全委员会调查后暂停了韩国水电与核电公司对韩光核电站的运营权。